# EUNSA
EUNSA (sigla para Ediciones Universidad de Navarra, Sociedad Anónima) é uma editora da Universidade de Navarra fundada em 1967. 
É uma editora científica, acadêmica e técnica. Seu catálogo conta com mais de 2.000 títulos ao vivo em papel e 1.000 em formato digital. 
As disciplinas da sua especialidade centram-se principalmente na geografia e história de Espanha, América, linguística e literatura latino-americana, abrangendo outras áreas como filosofia, teologia, direito, pedagogia, ciências da saúde ou economia e negócios, bem como arquitetura e engenharia. 